# Crematogaster depilis
Crematogaster depilis är en myrart som beskrevs av Wheeler 1919. Crematogaster depilis ingår i släktet Crematogaster och familjen myror. Inga underarter finns listade i Catalogue of Life.

## Bildgalleri

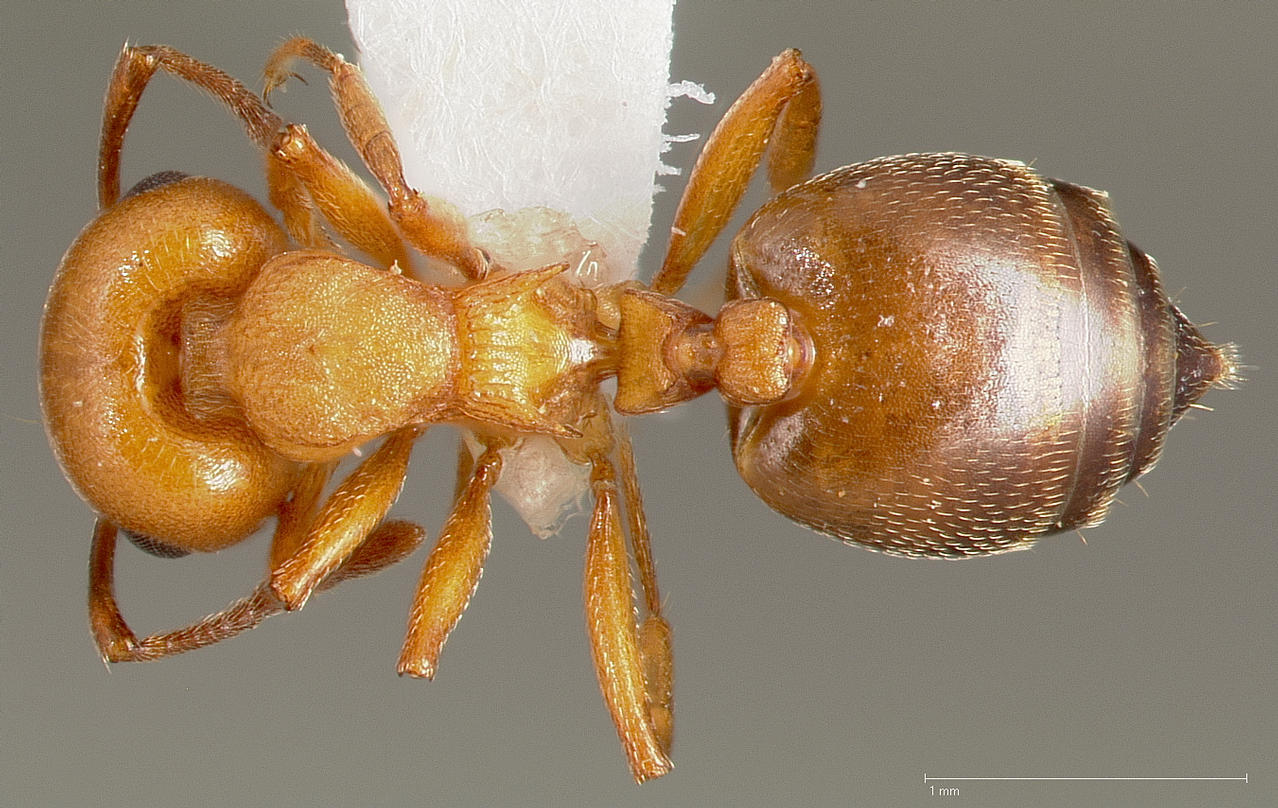
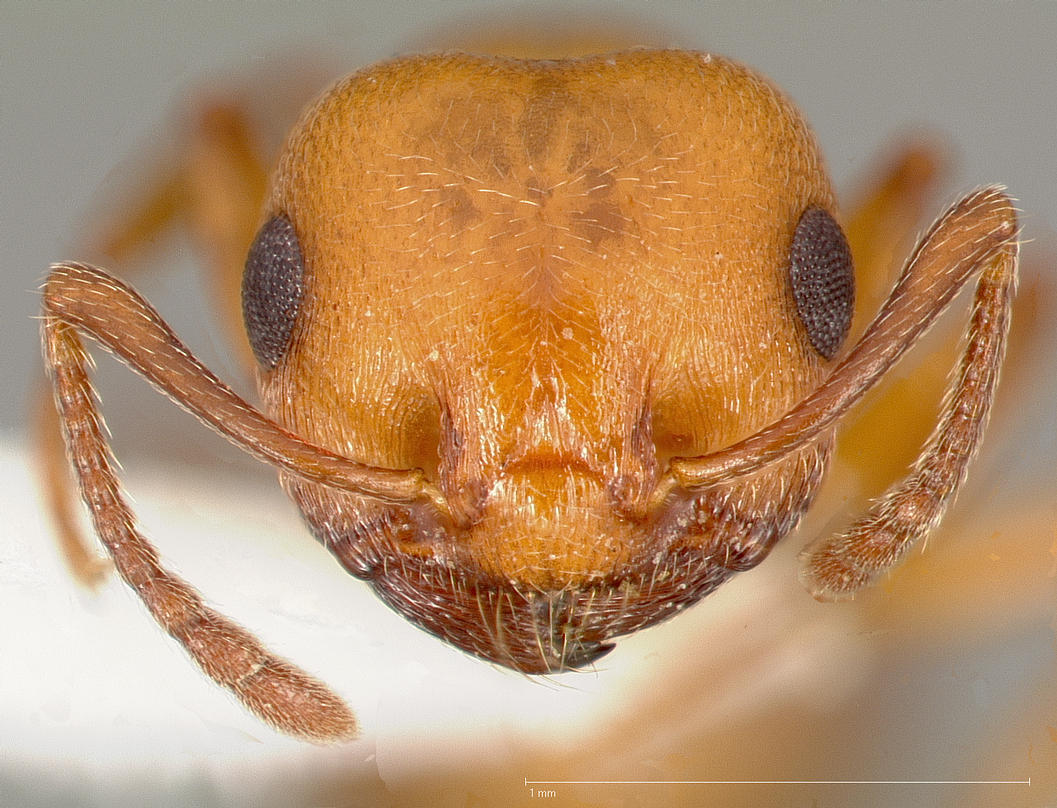
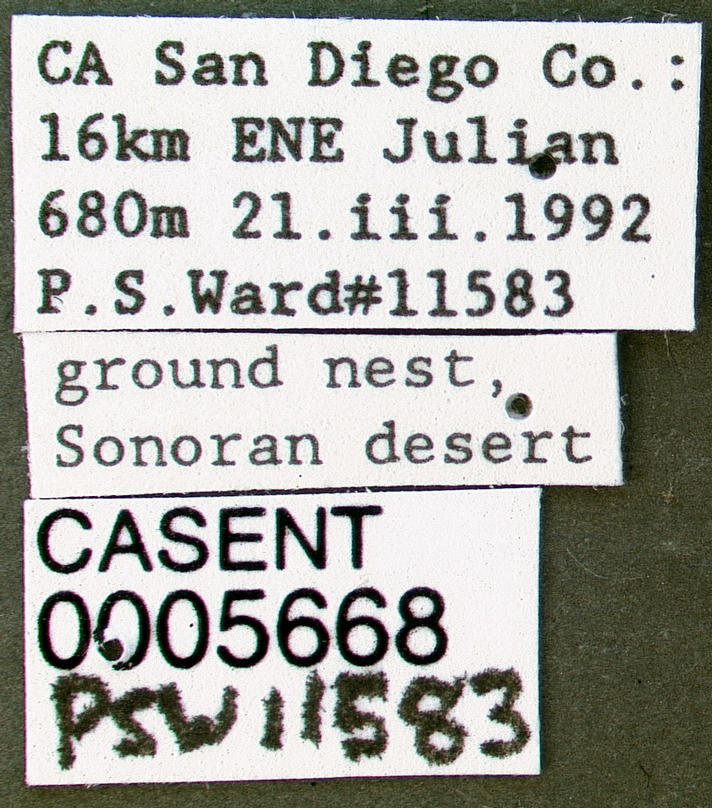
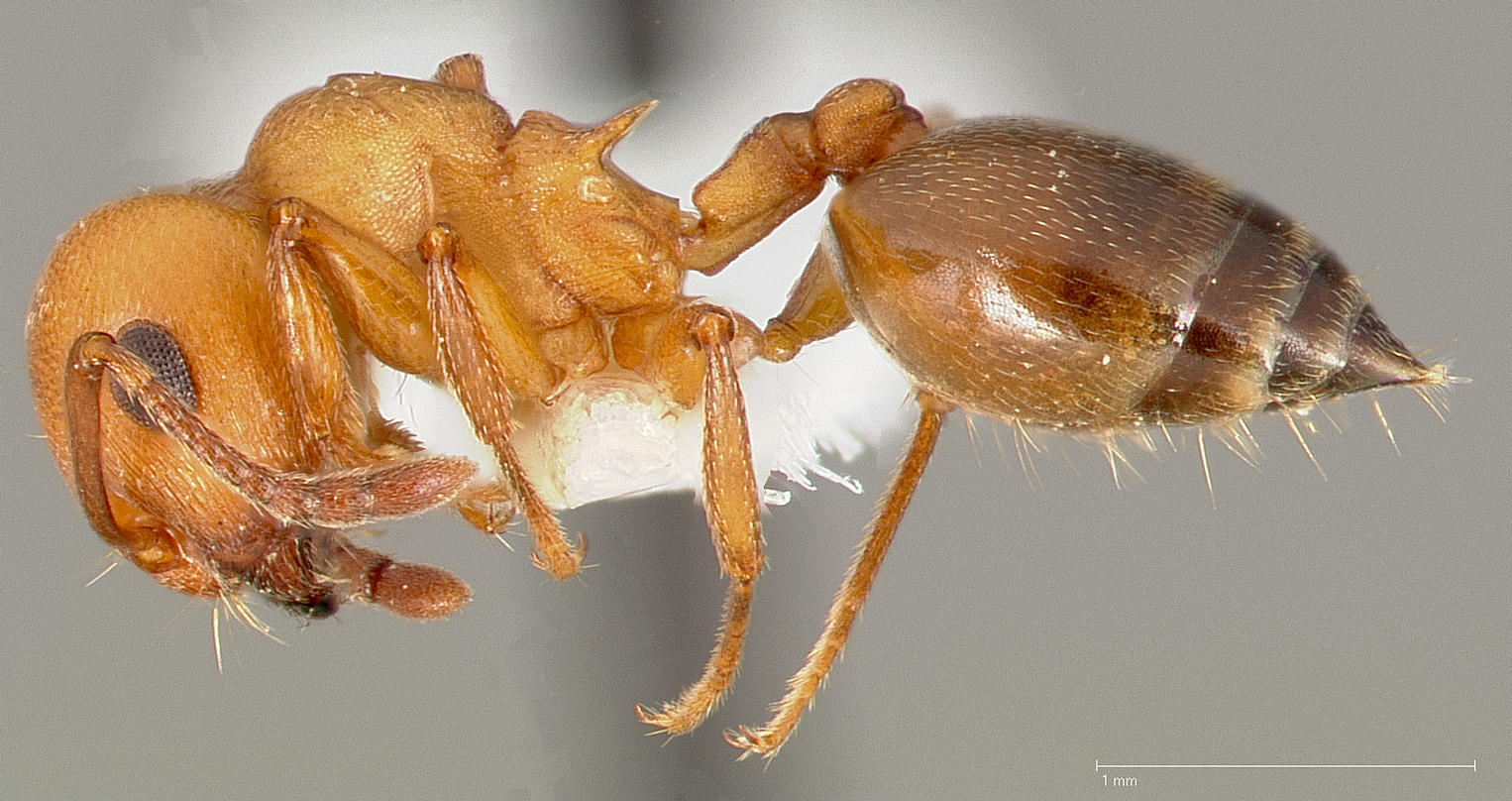